# Août 2008 en sport
Cette page concerne l'actualité sportive du mois d'août 2008.

## Principaux rendez-vous
- Jeux olympiques d'été de 2008
- 24 Heures de Spa 2008
- Championnat d'Amérique du Nord de volley-ball masculin des moins de 19 ans 2008
- Championnat d'Europe masculin de basket-ball des 20 ans et moins 2008
- Championnat d'Italie de combiné nordique 2008
- Championnat du monde junior féminin de handball 2008
- Championnats d'Afrique de karaté 2008
- Championnats d'Asie de karaté juniors 2008
- Championnats d'Europe de beach tennis 2008
- Championnats d'Europe juniors de natation 2008
- Championnats du monde de triathlon longue distance 2008
- Grand Prix automobile d'Europe 2008
- Grand Prix automobile de Hongrie 2008
- Grand Prix d'été de combiné nordique 2008
- Grand Prix d'été de saut à ski 2008
- Jeux de la Commission de la jeunesse et des sports de l'océan Indien 2008
- Sky Open 2008